# Zederman
Zederman ist eine Ortschaft mit einem Schulzenamt der Gemeinde Olkusz im Powiat Olkuski der Woiwodschaft Kleinpolen in Polen.

## Geografie
Zederman liegt im Krakau-Tschenstochauer Jura, 5 km südöstlich der Stadt Olkusz. Die Nachbarorte sind Kosmolów im Norden, Przeginia im Osten, Zawada und Czubrowice im Süden sowie Zimnodół im Westen. Durch Zederman verläuft die Staatsstraße DK 94, die Zgorzelec (Görlitz) über Kraków mit Korczowa an der Grenze zur Ukraine verbindet.

## Geschichte

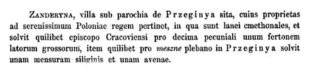
Zanderyna im Buch von Jan Długosz (1470–1480)

Der Ort wurde im Jahr 1356 als Zanderman erstmals erwähnt, und zwar als der Schultheiß des Dorfs zwischen den Schöffen des Obersten Gerichts des deutschen Rechts in Krakau. Das lässt vermuten, dass das Dorf unter dem König Władysław I. Ellenlang entstand. Der ursprüngliche Name könnte Suderman sein, später wurde es als Zedrman, Zandyrman, Zadrman, Zandrman, Zandermanow, Zyndyrman, Zandram, Zanderyna, Zerman, Sandman, Sandmann, Sanderman erwähnt. Nach Kazimierz Rymut  ist der Name vom Personennamen deutscher Herkunft des mutmaßlichen Erstbesitzers Sand(er)mann abgeleitet.
Der Ort lag an der wichtigsten Handelsroute von Krakau durch Bytom nach Breslau, der Via Regia und gehörte zu den Gütern von Burg Rabsztyn, zur Pfarrei Przeginia, politisch zum Königreich Polen (ab 1569 in der Adelsrepublik Polen-Litauen), Woiwodschaft Krakau, Kreis Proszowice. Bei der dritten Teilung Polens wurde Zederman 1795 Teil des habsburgischen Kaiserreichs. In den Jahren 1807–1815 gehörte das Dorf zum Herzogtum Warschau, 1815 bis 1918 wurde es  Teil des Kongresspolens.
1918, nach dem Ende des Ersten Weltkriegs wurde Zederman Teil Polens. Unterbrochen wurde dies nur durch die Besetzung Polens durch die Wehrmacht im Zweiten Weltkrieg. Es gehörte dann zum Generalgouvernement.
Von 1975 bis 1998 gehörte Zederman zur Woiwodschaft Katowice.